# تشارلز هنري ديفيس (مهندس مدني)
تشارلز هنري ديفيس (بالإنجليزية: Charles Henry Davis)‏ هو مهندس مدني أمريكي، ولد في 1865، وتوفي في 1951.